# Utóirat (album)
Az Utóirat Cseh Tamás 1987-ben megjelent dupla nagylemeze, korábbi, addig kiadatlan (és a lemezen évszámmal megjelölt) dalokból összeállítva. A szövegeket írta és az albumot szerkesztette Bereményi Géza – a lemez egyúttal az együttműködés egyfajta lezárása, összegzése is.

## Az album dalai

### Első lemez
1. Váróterem – 1976 (3:32)
2. Egy képre gondolok, tudod – 1973 (1:34)
3. Vasárnapi nép – 1976 (3:11)
4. Ding-deng-dong I – 1978 (1:35)
5. Ding-deng-dong II – 1980 (1:27)
6. Hajdútánc – 1974 (2:45)
7. Gyertyák vagyunk az éjszakában – 1971 (4:10)
8. Benke és Pierre – 1974 (2:54)
9. Népdal – 1973 (2:28)
10. Bányalég – 1971 (1:56)
11. Szeptember elején – 1973 (2:29)
12. Szőke volt – 1975 (4:18)
13. Tépj rá a régi lányokra – 1982 (3:22)
14. Vera – 1975 (1:43)
15. Szőke barátném – 1970 (4:41)
16. Ballada – 1973 (3:30)
17. Batthyány tér – 1980 (3:59)
18. Jaj mit mondok majd – 1972 (1:30)

### Második lemez
1. Suhannak, visszaszállnak – 1972 (3:50)
2. Janus Pannonius – 1971 (3:22)
3. Balassi – 1971 (2:39)
4. Csokonai Vitéz második éneke – 1971 (2:53)
5. Thomas Mannak – 1970 (3:03)
6. Vizöntő jegyében – 1970. január 22-én (3:11)
7. Tanár úr – 1980 (2:14)
8. Pridem XVI.–századi énekekből – 1972 (2:40)
9. Branyiszkó – 1971 (3:04)
10. Kéne egy dal – 1980 január 16-án (3:11)
11. Harminc asszonyt – 1972 (3:15)
12. Széttört a poharam – 1972 (4:17)
13. Feljelentés – 1973 (2:29)
14. Telente vasárnap – 1976 (3:16)
15. Életem utolsó gesztusa – 1971 (2:40)
16. Karácsony – 1971 karácsonyán (2:54)
17. Utóirat – 1978 (2:57)

## Közreműködők
- Cseh Tamás – ének, gitár
- Belej Ferenc – cselló
- Borbély Mihály – klarinét
- Bár János – hegedű
- Büki Mátyás – hegedű
- Dobszai Péter – szintetizátor
- Fenyvesi Béla – gitár
- Ferencsik Károly – harsona
- Gellei Péter – billentyűs hangszerek
- Gémesi Katalin – gitár, vokál
- Horváth József – gitár
- Lakner Tamás – gitár
- Lantos p. István szájharmonika
- Németh Alajos – basszusgitár
- Németh Gábor – dob, ütőhangszerek
- Sipos Ferenc – trombita
- Tamási Gyula – oboa
- Vértes József – gitár
- Vigh Lajos – mélyhegedű
- Hangmérnök – Péterdi Péter, Zakariás István
- zenei szerkesztő – Péterdi Péter